# Sympetrum cordulegaster
Sympetrum cordulegaster – gatunek ważki z rodziny ważkowatych (Libellulidae).